# Fromia eusticha
Fromia eusticha är en sjöstjärneart som beskrevs av Fisher 1913. Fromia eusticha ingår i släktet Fromia och familjen Ophidiasteridae. Inga underarter finns listade i Catalogue of Life.